# リアム・マギリー
リアム・マギリー（Liam McGeary、1982年10月4日 - ）は、イギリスの男性総合格闘家。イングランド・アンドーヴァー出身。アメリカ合衆国ニュージャージー州トムズリバー在住。ヘンゾ・グレイシー柔術アカデミー所属。ブラジリアン柔術黒帯。元Bellator世界ライトヘビー級王者。リアム・マクゲリーとも表記される。
歌手のポー・ジョンソンと交際している。

## 来歴
プロボクサーだった父の影響で格闘技を始め、2010年にプロ総合格闘技デビュー。
2012年、アメリカ合衆国に移住し、ヘンゾ・グレイシー柔術アカデミーに入門した。

### Bellator
2013年4月4日、Bellator初参戦となったBellator 95でアントン・タラマンテスと対戦し、パウンドでTKO勝ちを収めた。
2014年5月2日、Bellator 118のライトヘビー級トーナメント1回戦でマイク・ムシテリと対戦し、左フックでKO勝ち。7月25日、Bellator 122のライトヘビー級トーナメント準決勝でエギリウス・ヴァラビーチェスと対戦し、スタンドパンチ連打でTKO勝ち。9月12日、Bellator 124のライトヘビー級トーナメント決勝でケリー・アナンソンと対戦し、横三角絞めで一本勝ちを収め優勝を果たした。

### 世界王座獲得
2015年2月27日、Bellator 134の世界ライトヘビー級タイトルマッチでエマニュエル・ニュートンと対戦し、3-0の判定勝ちを収め王座獲得に成功した。
2015年9月19日、Bellator 142の世界ライトヘビー級タイトルマッチでティト・オーティズと対戦し、横三角絞めで一本勝ちを収め初防衛に成功した。

### 世界王座陥落
2016年11月4日、Bellator 163の世界ライトヘビー級タイトルマッチでフィル・デイヴィスと対戦し、判定負け。王座から陥落した。

## 戦績
| 総合格闘技 戦績 | 総合格闘技 戦績 | 総合格闘技 戦績 | 総合格闘技 戦績 | 総合格闘技 戦績 | 総合格闘技 戦績 | 総合格闘技 戦績 |
| --------------- | --------------- | --------------- | --------------- | --------------- | --------------- | --------------- |
| 14 試合         | (T)KO           | 一本            | 判定            | その他          | 引き分け        | 無効試合        |
| 12 勝           | 6               | 5               | 1               | 0               | 0               | 0               |
| 2 敗            | 0               | 1               | 1               | 0               | 0               | 0               |

| 勝敗 | 対戦相手                     | 試合結果                          | 大会名                                                                          | 開催年月日     |
| ×    | リントン・ヴァッセル         | 3R 2:28 肩固め                    | Bellator 179: Daley vs. MacDonald                                               | 2017年5月19日  |
| ○    | ブレット・マクダーミット     | 2R 1:06 TKO（ドクターストップ）   | Bellator 173: McGeary vs. McDermott                                             | 2017年2月24日  |
| ×    | フィル・デイヴィス           | 5分5R終了 判定0-3                 | Bellator 163: McGeary vs. Davis 【Bellator世界ライトヘビー級タイトルマッチ】    | 2016年11月4日  |
| ○    | ティト・オーティズ           | 1R 4:41 横三角絞め                | Bellator 142: Dynamite 1 【Bellator世界ライトヘビー級タイトルマッチ】           | 2015年9月19日  |
| ○    | エマニュエル・ニュートン     | 5分5R終了 判定3-0                 | Bellator 134: The British Invasion 【Bellator世界ライトヘビー級タイトルマッチ】 | 2015年2月27日  |
| ○    | ケリー・アナンソン           | 1R 4:47 横三角絞め                | Bellator 124 【ライトヘビー級トーナメント 決勝】                                | 2014年9月12日  |
| ○    | エギリウス・ヴァラビーチェス | 1R 2:10 TKO（スタンドパンチ連打） | Bellator 122 【ライトヘビー級トーナメント 準決勝】                              | 2014年7月25日  |
| ○    | マイク・ムシテリ             | 1R 0:22 KO（左フック）            | Bellator 118 【ライトヘビー級トーナメント 1回戦】                               | 2014年5月2日   |
| ○    | ナジム・ワリ                 | 1R 1:31 腕ひしぎ十字固め          | Bellator 108                                                                    | 2013年11月15日 |
| ○    | ボー・トリボレット           | 1R 0:22 KO（右ストレート）        | Bellator 100                                                                    | 2013年9月20日  |
| ○    | アントン・タラマンテス       | 1R 1:18 TKO（パウンド）           | Bellator 95                                                                     | 2013年4月4日   |
| ○    | ウォルター・ハワード         | 2R 0:41 KO（パンチ）              | Ring of Combat 41                                                               | 2012年6月15日  |
| ○    | ショーン・ロマス             | 1R 1:16 腕ひしぎ十字固め          | Island Rumble 3: Ballistic 【ICO英国ライトヘビー級王座決定戦】                  | 2011年10月15日 |
| ○    | グジェゴジ・ヤヌス           | 3R 4:45 腕ひしぎ十字固め          | Battle of Jersey                                                                | 2010年5月8日   |

## 獲得タイトル
- 世界柔術選手権 青帯スーパーヘビー級 優勝（2010年）
- ICO英国ライトヘビー級王座（2011年）
- Bellator 2014サマーシリーズ ライトヘビー級トーナメント 優勝（2014年）
- 第4代Bellator世界ライトヘビー級王座（2015年）